# Ельнора
Ельнора (англ. Elnora) — село в Канаді, у провінції Альберта, у складі муніципального району Ред-Дір.

## Населення
За даними перепису 2016 року, село нараховувало 298 осіб, показавши скорочення на 4,8%, порівняно з 2011-м роком. Середня густина населення становила 203,2 осіб/км².
З офіційних мов обидвома одночасно володіли 10 жителів, тільки англійською — 290. Усього 5 осіб вважали рідною мовою не одну з офіційних.
Працездатне населення становило 70 осіб (26,9% усього населення), рівень безробіття — 14,3% (22,2% серед чоловіків та 0% серед жінок). 78,6% осіб були найманими працівниками, а 28,6% — самозайнятими.
Середній дохід на особу становив $37 148 (медіана $30 976), при цьому для чоловіків — $51 537, а для жінок $19 297 (медіани — $44 736 та $21 216 відповідно).
37,3% мешканців мали закінчену шкільну освіту, не мали закінченої шкільної освіти — 29,4%, 35,3% мали післяшкільну освіту0.
| Статево-вікова структура населення | Статево-вікова структура населення | Статево-вікова структура населення | Статево-вікова структура населення | Статево-вікова структура населення |
| ---------------------------------- | ---------------------------------- | ---------------------------------- | ---------------------------------- | ---------------------------------- |
|                                    |                                    |                                    |                                    |                                    |
| Всього                             | Всього                             | 53,3%46,7%                         |                                    |                                    |
| 0 — 14 років                       | 0 — 14 років                       |                                    | 15,3%                              | 15,3%                              |
| 15 — 64 років                      | 15 — 64 років                      |                                    | 54,2%                              | 54,2%                              |
| 65 і більше                        | 65 і більше                        |                                    | 30,5%                              | 30,5%                              |
| 85 і більше                        | 85 і більше                        |                                    | 3,4%                               | 3,4%                               |
| Середній вік (років)               | Середній вік (років)               | 45,347,4                           | 46,3                               | 46,3                               |
| Медіана (років)                    | Медіана (років)                    | 48,049,0                           | 48,5                               | 48,5                               |
| — чоловіки — жінки                 |                                    |                                    |                                    |                                    |

| Походження мешканців:     | Походження мешканців:     | Походження мешканців: | Походження мешканців: | Походження мешканців: |
| ------------------------- | ------------------------- | --------------------- | --------------------- | --------------------- |
| Походження                |                           |                       | осіб                  | %                     |
| Корінні американці        | Корінні американці        |                       | 35                    | 11.86%                |
| Інше північноамериканське | Інше північноамериканське |                       | 140                   | 47.46%                |
| Європейське               | Європейське               |                       | 200                   | 67.8%                 |
| британське                | британське                |                       | 165                   | 55.93%                |
| французьке                | французьке                |                       | 40                    | 13.56%                |
| українське                | українське                |                       | 30                    | 10.17%                |

| Зайнятість населення за галузями (за класифікацією NOC): | Зайнятість населення за галузями (за класифікацією NOC): | Зайнятість населення за галузями (за класифікацією NOC): | Зайнятість населення за галузями (за класифікацією NOC): | Зайнятість населення за галузями (за класифікацією NOC): |
| -------------------------------------------------------- | -------------------------------------------------------- | -------------------------------------------------------- | -------------------------------------------------------- | -------------------------------------------------------- |
|                                                          |                                                          |                                                          |                                                          |                                                          |
| Бізнес, фінанси та адміністрування                       | Бізнес, фінанси та адміністрування                       |                                                          | 33,3%                                                    | 33,3%                                                    |
| Освіта, правозахист, муніципальні та урядові служби      | Освіта, правозахист, муніципальні та урядові служби      |                                                          | 13,3%                                                    | 13,3%                                                    |
| Роздрібна торгівля та послуги                            | Роздрібна торгівля та послуги                            |                                                          | 20%                                                      | 20%                                                      |
| Гуртова торгівля, транспорт та обладнання                | Гуртова торгівля, транспорт та обладнання                |                                                          | 20%                                                      | 20%                                                      |
| Виробництво                                              | Виробництво                                              |                                                          | 13,3%                                                    | 13,3%                                                    |

## Клімат
Середня річна температура становить 2,8°C, середня максимальна – 21,8°C, а середня мінімальна – -19,3°C. Середня річна кількість опадів – 468 мм.
| Клімат поселення                              | Клімат поселення | Клімат поселення | Клімат поселення | Клімат поселення | Клімат поселення | Клімат поселення | Клімат поселення | Клімат поселення | Клімат поселення | Клімат поселення | Клімат поселення | Клімат поселення | Клімат поселення |
| Показник                                      | Січ.             | Лют.             | Бер.             | Квіт.            | Трав.            | Черв.            | Лип.             | Серп.            | Вер.             | Жовт.            | Лист.            | Груд.            |                  |
| Середній максимум, °C                         | −6,06            | −2,39            | 2,57             | 10,56            | 16,51            | 20,43            | 21,77            | 21,26            | 16,12            | 10,47            | 1,22             | −4,62            |                  |
| Середня температура, °C                       | −12,66           | −9               | −4               | 3,96             | 9,94             | 13,84            | 15,99            | 15,46            | 10,34            | 4,70             | −4,55            | −10,4            |                  |
| Середній мінімум, °C                          | −19,26           | −15,58           | −10,61           | −2,63            | 3,32             | 7,21             | 10,20            | 9,67             | 4,55             | −1,1             | −10,34           | −16,18           |                  |
| Норма опадів, мм                              | 19               | 16               | 27               | 27               | 54               | 81               | 84               | 59               | 46               | 19               | 19               | 17               |                  |
| Середньомісячна швидкість вітру, м/с          | 3.80             | 3.62             | 3.90             | 4.20             | 4.20             | 3.80             | 3.40             | 3.27             | 3.60             | 3.90             | 4.00             | 3.90             |                  |
| Середньомісячна сонячна радіація, кДж/м²·день | 3887             | 7404             | 12450            | 17381            | 20678            | 21971            | 22891            | 19293            | 13358            | 8027             | 4122             | 2935             |                  |
| --------------------------------------------- | ---------------- | ---------------- | ---------------- | ---------------- | ---------------- | ---------------- | ---------------- | ---------------- | ---------------- | ---------------- | ---------------- | ---------------- | ---------------- |
| Джерело:                                      |                  |                  |                  |                  |                  |                  |                  |                  |                  |                  |                  |                  |                  |